# 鄭甲潤
鄭甲潤（韓語：정갑윤，1950年11月8日—），是大韓民國的政治人物，2014年5月30日起與李錫玄同時擔任大韓民國國會副議長。

## 生平
鄭甲潤小學就讀農西初等學校，到中學就讀蔚山第一中學校與慶南高等學校，後進入蔚山工科大學工業化學系。
1991年他首次參加韓國地方選舉慶尚南道議會蔚山第一選區議員當選而進入政壇，後曾在1996年參選韓國國會選舉蔚山中區議員但失敗而回。
2002年他再次參選韓國國會補選蔚山中區議員當選而重新進入政壇至今。
2014年5月30日，鄭甲潤被委任為大韓民國國會副議長。